# Kompleks Portnoya
Kompleks Portnoya – powieść amerykańskiego pisarza Philipa Rotha, której akcja toczy się w środowisku amerykańskich Żydów. Wydana w 1969, została uznana za skandalizującą i w wielu krajach objęta zakazem dystrybucji. 
Tygodnik „Time” uznał ją za jedną ze stu najważniejszych powieści angielskojęzycznych wydanych od roku 1923.

## Kompozycja
Powieść ma formę monologu tytułowego bohatera, Alexa Portnoya, podczas seansu u psychoanalityka. Portnoy usiłuje ustalić źródło swoich niepowodzeń w sferze seksualnej oraz niemożności wyzwolenia się od pęt kulturowych, które pragnie zerwać. Powieść zawiera wiele opisów fantazji seksualnych, lecz jest także analizą psychologiczną jednostki targanej poczuciem winy oraz portretem środowiska amerykańskich Żydów. 

## Kompleks Portnoya w kulturze
3 lata po publikacji – w 1972 – powieść doczekała się adaptacji filmowej w reżyserii Ernesta Lehmana.
Powieść stanowiła inspirację do powstania spektaklu teatralnego Kompleks Portnoya, zrealizowanego przez Teatr Konsekwentny w Teatrze Stara ProchOFFnia w Warszawie w kwietniu 2010. Spektakl wyreżyserowali Adam Sajnuk i Aleksandra Popławska. Wystąpili w nim: Adam Sajnuk, Monika Mariotti, Bartosz Adamczyk, Anna Smołowik.